# Hans Lorenz (Autobahningenieur)

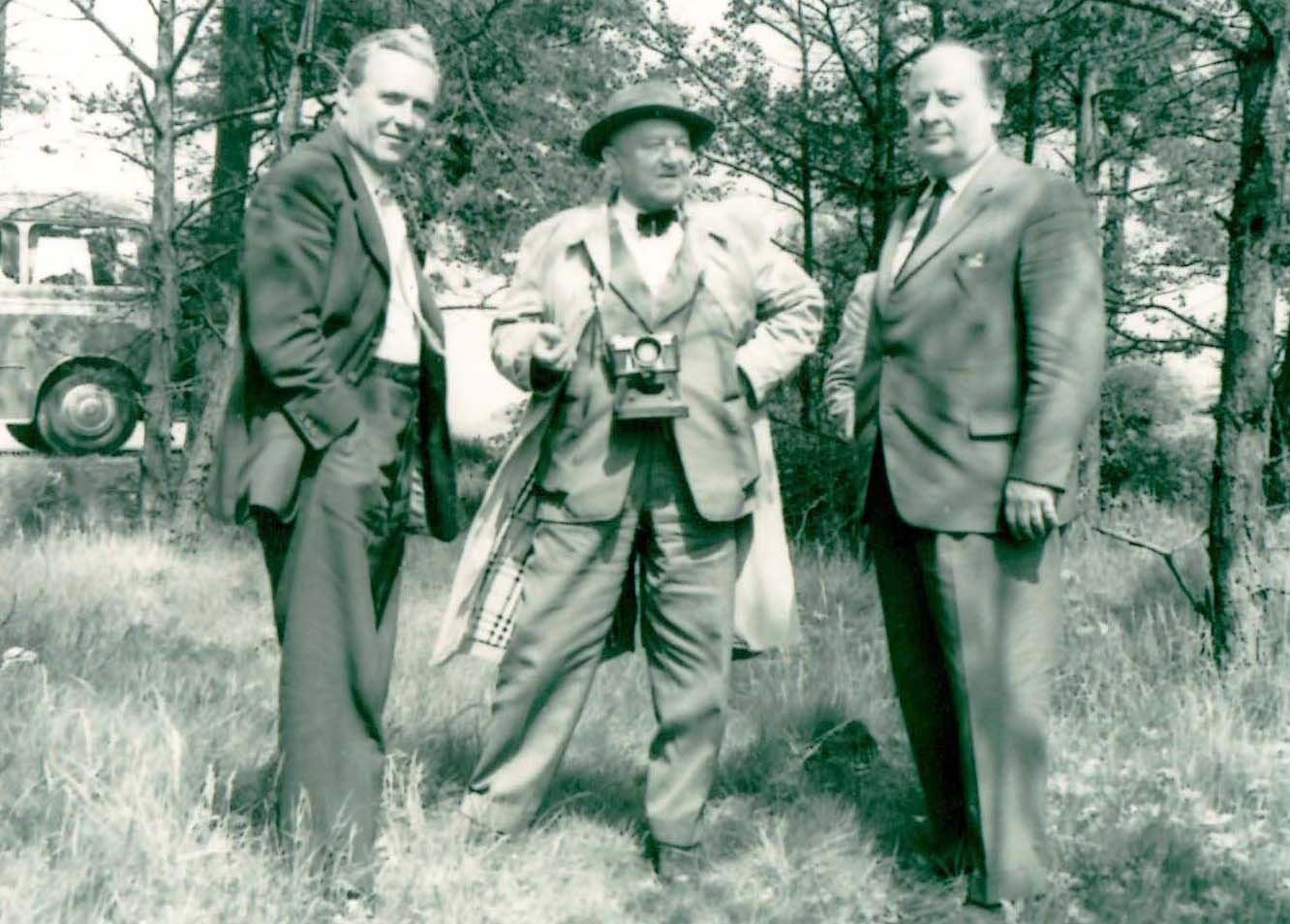
Hans Lorenz (Mitte) auf Dienstreise in den 1950er Jahren

Hans Lorenz (* 22. Mai 1900 in Nördlingen; † 24. Oktober 1975 in Nürnberg) war ein deutscher Straßenbauingenieur, Trassierungsspezialist sowie Ehrendoktor der Technischen Universität München. Er gilt als bedeutender Pionier des modernen Autobahnbaus in Europa.

## Leben und Wirken

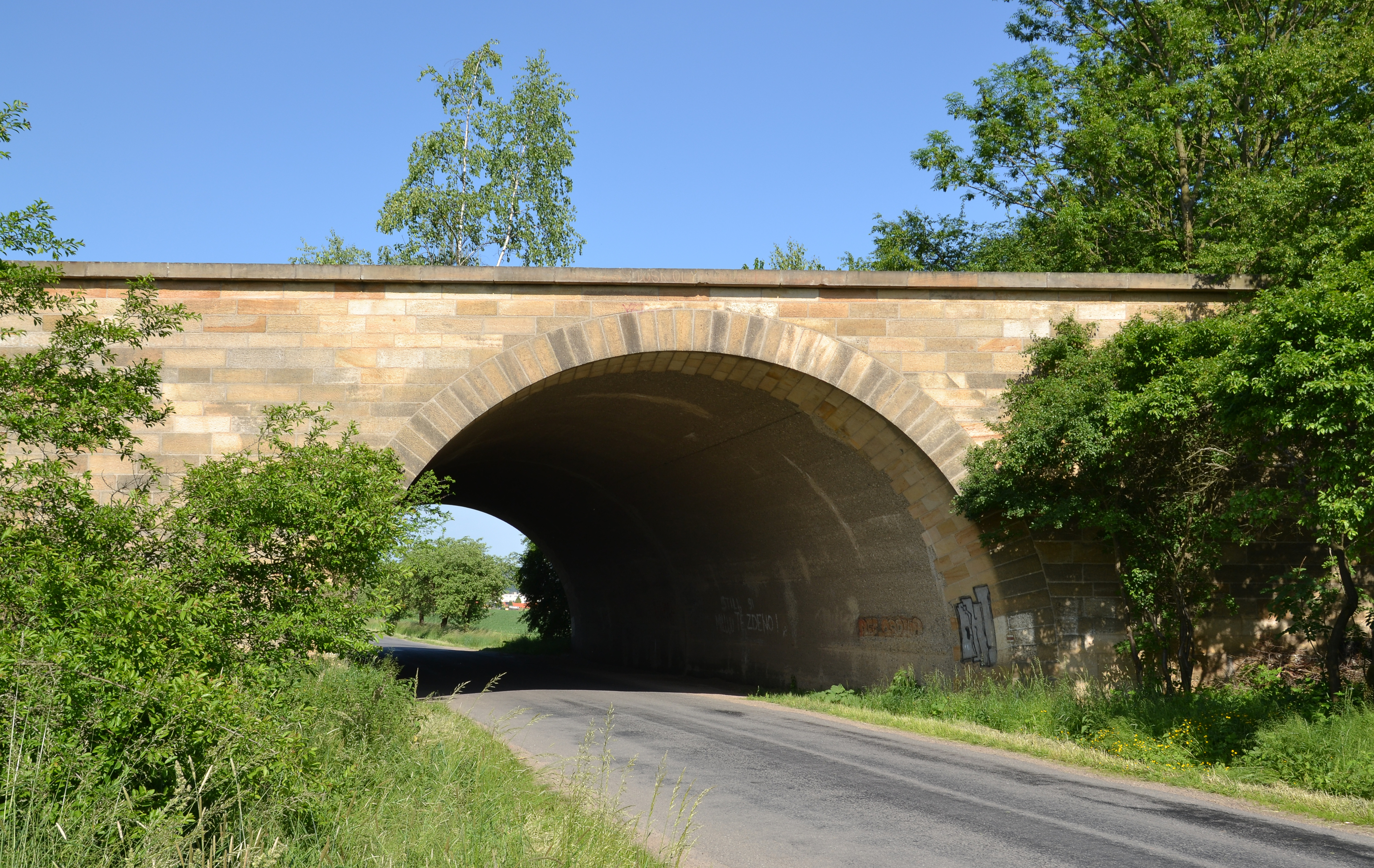
Reichsautobahn Wien–Breslau Brückenruine bei Jevíčko in Mähren, Landschaftsanwalt Friedrich Schaub

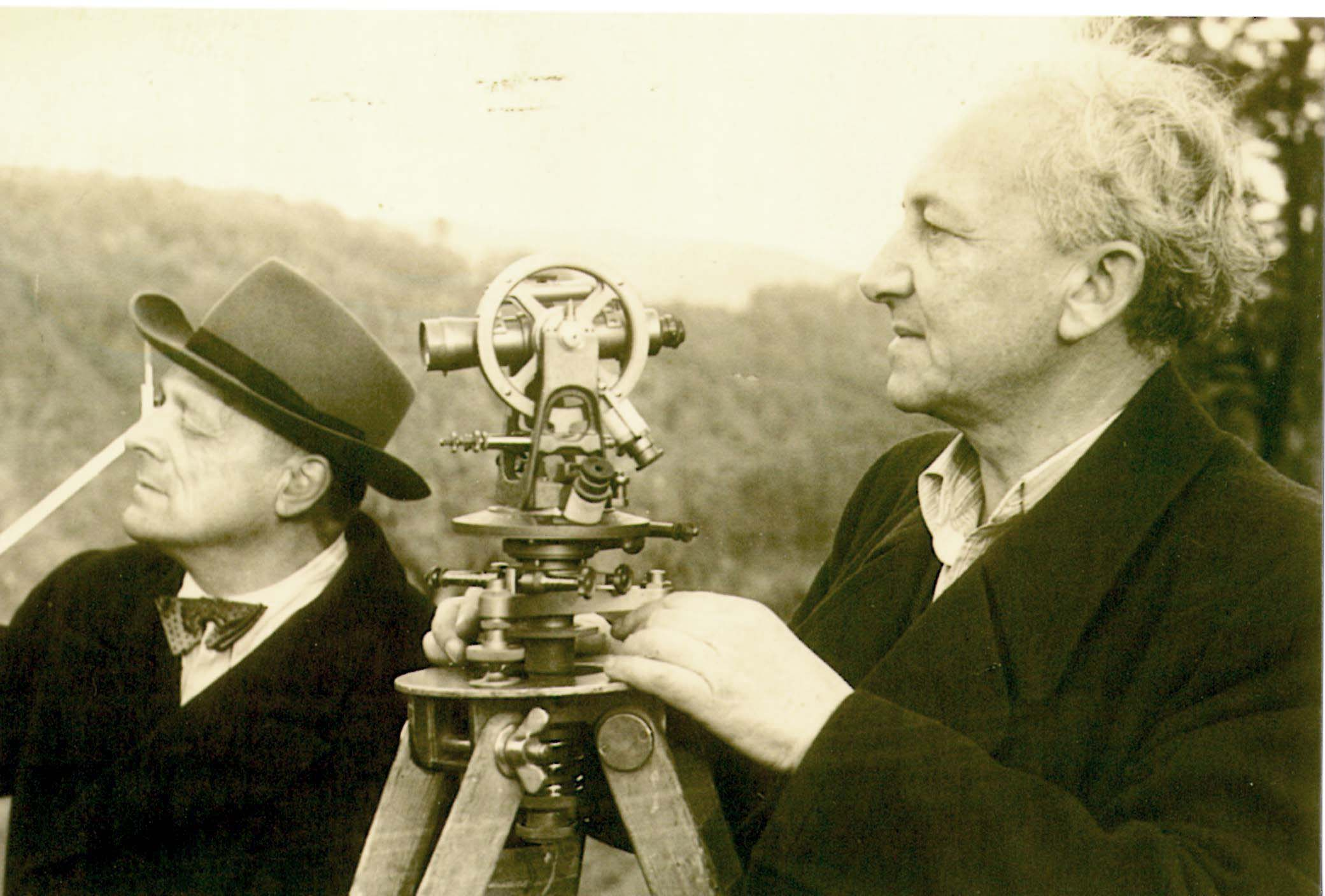
Hans Lorenz und Mitarbeiter Schreier beim Bau der Spessartautobahn am Theodolit

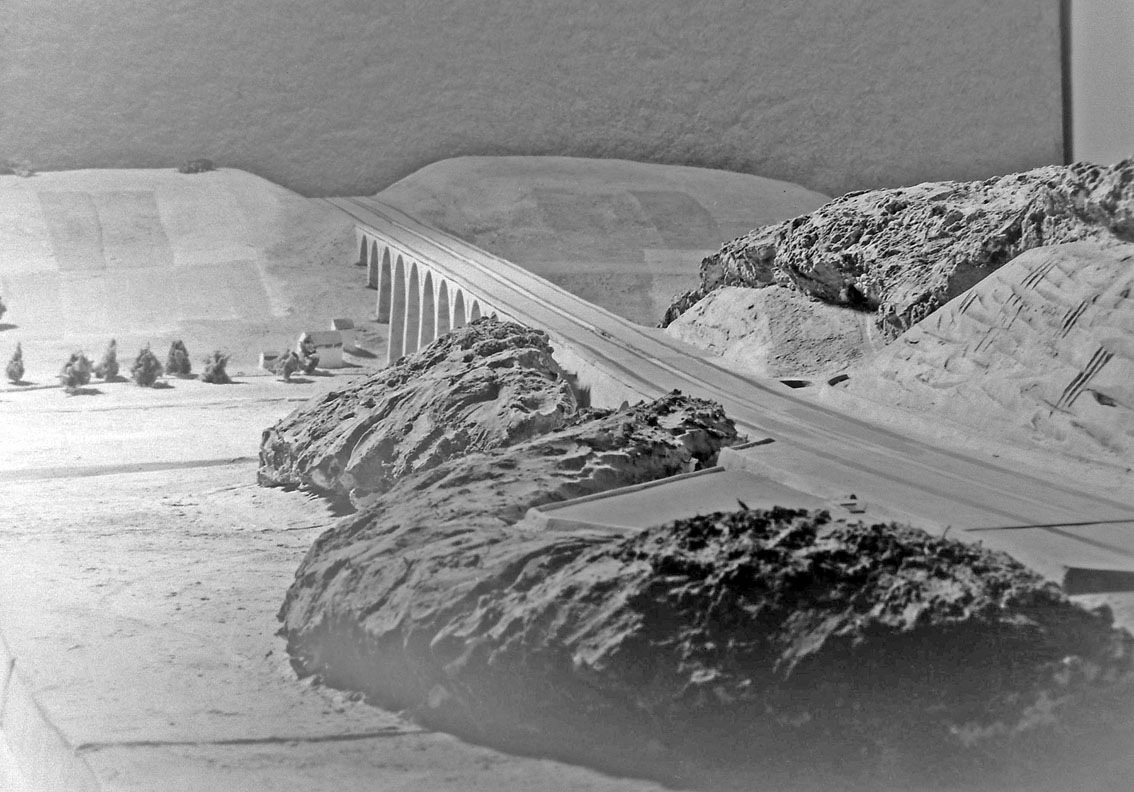
Modellstudie der Autobahnbrücke in Linhartice bei Mährisch Trübau (tsch. Moravská Třebová)

Hans Lorenz wurde als Sohn des Zollassistenten Hans Lorenz und seiner Frau Marie, geb. Schwarzländer in Nördlingen geboren. Er studierte nach der Schulausbildung in Asch und Regensburg von 1919 bis 1923 an der Technischen Hochschule München. Anschließend war er zwei Jahre Assistent beim Brückenpionier Professor Wilhelm Schachenmeier (1882–1927). 
1930 kam er als Regierungsbaumeister zum Straßen- und Flussbauamt nach Speyer und war von 1934 bis 1935 als Leiter des Bauabschnitts Wandsbek der Reichsautobahn Hamburg–Lübeck tätig. Von 1935 bis 1945 wurde er von Fritz Todt als Referent für Gestaltungsaufgaben in die Generalinspektion für das deutsche Straßenwesen in Berlin berufen.
Von 1939 bis 1942 war er für die Planung und Bauleitung des Pionierprojekts der Reichsautobahn Wien–Brünn–Breslau (Strecke 138) verantwortlich. Sie zählt durch die vom Landschaftsarchitekten Alwin Seifert erstmals konsequent durchgesetzte landschaftsverträgliche Linienführung, die von Lorenz erstmals eingesetzten Klothoidenberechnungen und die wohl ersten ökologischen Rasthofkonzepte in Boskowitz (tsch. Boskovice) des Landschaftsarchitekten Friedrich Schaub und dessen Berater, dem Anthroposophen Max Karl Schwarz aus Worpswede, zu den einflussreichsten Projekten für den Straßenbau der frühen Bundesrepublik.
Nach dem Krieg wurde Lorenz als Regierungsbaudirektor von 1950 bis 1965 Stellvertreter des Leiters des Autobahnbauamtes Nürnberg, der heutigen Autobahndirektion Nordbayern. Ihm oblag ab 1949 die Planung und der Bau der Spessartlinie. Bereits 1935 gehörte Lorenz dem Ausschuss Landschaftsgestaltung der einflussreichen Forschungsgemeinschaft für das Straßenwesen der heutigen Forschungsgesellschaft für Straßen- und Verkehrswesen in Köln an, dessen Leitung er von 1950 bis 1969 übernahm. Er gilt als Vater der Richtlinien für die optische Linienführung, für die Bepflanzungen sowie für die Rastplätze an den Autobahnen. Er organisierte Landschaftstagungen und hielt zahlreiche Vorträge für Fachleute des In- und Auslands.
Hans Lorenz forderte als Straßenbauingenieur stets die Einheit von Ökologie und Technik. Er war nach dem Ausscheiden von Alwin Seifert nach 1945 weiterhin ein engagierter Vertreter der landschaftsverträglichen Trassierung und Autobahngestaltung. Durch die Einführung der Klothoide als Trassierungselement und die optische Linienführung, erhöhte sich auch die Sicherheit im Straßenverkehr. Die Grundlagen zu seiner modernen Auffassung des Straßenbaus hat er in seinem 1971 erschienenen Standardwerk Trassierung und Gestaltung von Straßen und Autobahnen weltweit veröffentlicht.

## Ehrungen
Die Technische Hochschule München verlieh ihm am 24. Juni 1959 die Ehrendoktorwürde Dr.-Ing. E. h. für seine Verdienste um den modernen Straßenbau, insbesondere um die Linienführung, Trassierungstechnik und Landschaftsgestaltung. Die Forschungsgesellschaft für Straßen- und Verkehrswesen würdigte seine Leistungen durch die Verleihung ihrer Ehrennadel. 1973 wurde ihm in Anerkennung seiner Verdienste für die Landespflege in Europa die Peter-Josef-Lenne-Medaille in Gold der Johann-Wolfgang-von-Goethe Stiftung in Basel verliehen.